# 2005年千葉県知事選挙
2005年千葉県知事選挙（にせんごねんちばけんちじせんきょ）は、2005年（平成17年）3月13日に執行された千葉県知事選挙である。

## 概要
この選挙は2005年（平成17年）4月4日の任期満了に伴って行われた。2月24日に告示され、3月13日に投票された。これらの日程は2004年（平成16年）11月11日の千葉県選挙管理委員会の決定による。
定数1に対して3名が立候補した。結果は現職の堂本暁子が当選し、2選を果たした。2位との差は6086票であった。
有権者数は4,836,033人、投票者数は2,093,076人で、投票率は43.28%であった。

## 立候補者
立候補届出順、2005年3月13日現在のもの、（ ）内は通称を表す。
前回選挙で推薦する候補が敗れた自民党・民主党の両党は独自候補擁立を断念。
自民党県議の一部はタレントで元衆議院議員の森田健作を支持した一方、公明党は現職の堂本を支持し、国政与党が分裂しての選挙となった。
国政二大政党の独自候補断念で地元国会議員の影響力低下がささやかれる一方で、石原慎太郎東京都知事や松沢成文神奈川県知事が森田を、浅野史郎宮城県知事らが堂本を応援するなど他県知事が各候補を応援する選挙戦となった。
| 候補者名               | 生年月日       | 年齢 | 性別 | 所属党派 | 新現元別 | 推薦・支持             | 備考       |
| ---------------------- | -------------- | ---- | ---- | -------- | -------- | ---------------------- | ---------- |
| 堂本暁子（堂本あき子） | 1932年7月31日  | 72   | 女   | 無所属   | 現       | 公明、社民、市民ネット | 千葉県知事 |
| 鈴木栄治（森田健作）   | 1949年12月16日 | 55   | 男   | 無所属   | 新       |                        | 俳優       |
| 山田安太郎             | 1943年3月9日   | 62   | 男   | 無所属   | 新       | 共産、新社会           | 弁護士     |

## 投票結果
各候補の得票率
投票結果を得票数順に以下に記す。
| 順位 | 候補者名   | 得票数  | 当落の別 |
| ---- | ---------- | ------- | -------- |
| 1    | 堂本暁子   | 960,125 | 当選     |
| 2    | 鈴木栄治   | 954,039 | 落選     |
| 3    | 山田安太郎 | 162,684 | 落選     |